# ويست بوينت (ويسكونسن)
ويست بوينت (بالإنجليزية: West Point, Wisconsin)‏ هي بلدة تقع بولاية ويسكونسن في الولايات المتحدة. تبلغ مساحتها 84.1 (كم²)، وترتفع عن سطح البحر 260 م، بلغ عدد سكانها 1634 نسمة في عام 2000 حسب إحصاء مكتب تعداد الولايات المتحدة وتصل الكثافة السكانية فيها 21.8 نسمة/كم2.

## وصلات خارجية
- http://townofwestpoint.us
- The US50 - Cities and Towns in Wisconsin State
- Wisconsin Cities and Towns, Facts, Map, Flag, Colleges, Government, and More